# Николаевская Озерская пустынь
Стефанов на озере Комельском Николаевский, или Николаевский Озерский монастырь, — мужской монастырь в Грязовецком районе Вологодской области, существовавший в 1520—1764 годах. В 1860 году Озерская церковь вместе с землями была приписана к Горне-Успенскому женскому монастырю и стала именоваться Николаевской Озерской женской пустынью.

## История
Николаевский Озерский монастырь был основан около 1520 года преподобным Стефаном Комельским.
В 1764 году монастырь был упразднён и преобразован в бесприходную церковь. Но в 1860 году по указу Святейшего Синода от 30 апреля она была приписана к Горне-Успенскому монастырю с целью увеличения его содержания.